# Catar en los Juegos Olímpicos de Tokio 2020
Catar estuvo representado en los Juegos Olímpicos de Tokio 2020 por un total de 16 deportistas, 13 hombres y tres mujeres, que compitieron en siete deportes.
Los portadores de la bandera en la ceremonia de apertura fueron el tirador Mohamed Al Rumaihi y la remera Tala Abuybara.

## Medallistas
El equipo olímpico catarí obtuvo las siguientes medallas:
| Nombre                       | Deporte      | Competición       |
| ---------------------------- | ------------ | ----------------- |
| Oro                          |              |                   |
| Mutaz Essa Barshim           | Atletismo    | Salto de altura M |
| Fares Ibrahim Elbaj          | Halterofilia | 96 kg M           |
| Plata                        |              |                   |
| —                            |              |                   |
| Bronce                       |              |                   |
| Ahmed Tijan Cherif Younousse | Vóley playa  | Torneo M          |